# Élections partielles dans la Somme sous la IIIe République

Une élection partielle est une élection spéciale qui se déroule lorsqu'un élu est décédé ou a démissionné et doit être remplacé.

## Élections législatives partielles

### 1930 - Circonscription de Montdidier
- Député à remplacer : Pierre de Lupel (AD), élu depuis 1928, décédé le 28 novembre 1929.

| Candidats      | Candidats           | Étiquette      | Premier tour | Premier tour | Deuxième tour | Deuxième tour |
| Candidats      | Candidats           | Étiquette      | Voix         | %            | Voix          | %             |
| -------------- | ------------------- | -------------- | ------------ | ------------ | ------------- | ------------- |
|                | Rodolphe Tonnellier | SFIO           | 4 493        | 38,80        | 6 132         | 52,03         |
|                | Michel Brille       | AD             | 2 904        | 25,08        | 5 560         | 47,17         |
|                | Alban de Villeneuve | AD             | 2 204        | 19,03        | Retrait       | Retrait       |
|                | Bauduin de Belleval | PRS            | 1 077        | 9,30         | Retrait       | Retrait       |
|                | Fernand Doucedame   | PRRRS          | 718          | 6,20         | Retrait       | Retrait       |
|                | Émile Nédelec       | PC-SFIC        | 182          | 1,57         | 94            | 0,80          |
|                | Armand Gosselin     | UA             | 1            | 0,08         |               |               |
|                |                     |                |              |              |               |               |
| Inscrits       | Inscrits            | Inscrits       | 14 108       | 100,00       | 14 069        | 100,00        |
| Abstentions    | Abstentions         | Abstentions    | 2 388        | 16,93        | 2 048         | 14,56         |
| Votants        | Votants             | Votants        | 11 720       | 83,07        | 12 021        |               |
| Blancs et nuls | Blancs et nuls      | Blancs et nuls | 141          | 1,20         | 235           | 1,95          |
| Exprimés       | Exprimés            | Exprimés       | 11 579       | 98,80        | 11 786        | 98,05         |

### 1910 -1recirconscription d'Abbeville
- Député à remplacer : Émile Coache (Modéré), élu depuis 1895, décédé le 6 juillet 1910.

|                | Émile Ternois   | PRRRS          | 8 494  | 57,86  |  |  |
|                | Marceau Bilhaut | FR             | 5 128  | 34,93  |  |  |
|                | Gaston Buignet  | SFIO           | 1 050  | 7,15   |  |  |
|                | Armand Gosselin | CL             | 8      | 0,05   |  |  |
|                |                 |                |        |        |  |  |
| Inscrits       | Inscrits        | Inscrits       | 18 003 | 100,00 |  |  |
| Abstentions    | Abstentions     | Abstentions    | 3 087  | 17,15  |  |  |
| Votants        | Votants         | Votants        | 14 916 | 82,85  |  |  |
| Blancs et nuls | Blancs et nuls  | Blancs et nuls | 236    | 1,58   |  |  |
| Exprimés       | Exprimés        | Exprimés       | 14 680 | 98,42  |  |  |

### 1909 -2ecirconscription d'Abbeville
- Député à remplacer : Ernest Gellé (FR), élu depuis 1895, décédé le 23 mai 1909.

| Candidats      | Candidats                  | Étiquette      | Premier tour | Premier tour | Deuxième tour | Deuxième tour |
| Candidats      | Candidats                  | Étiquette      | Voix         | %            | Voix          | %             |
| -------------- | -------------------------- | -------------- | ------------ | ------------ | ------------- | ------------- |
|                | Henri des Lyons de Feuchin | FR             | 5 973        | 36,29        | 8 212         | 51,92         |
|                | Marius Delahaye            | PRRRS          | 4 624        | 28,09        | 7 606         | 48,08         |
|                | Michel Paillarès           | PRRRS diss.    | 3 347        | 20,34        |               |               |
|                | Stéphane Becquerelle       | SFIO           | 2 473        | 15,03        |               |               |
|                | Armand Gosselin            | CL             | 29           | 0,18         |               |               |
|                | M. Firmin                  |                | 13           | 0,07         |               |               |
|                |                            |                |              |              |               |               |
| Inscrits       | Inscrits                   | Inscrits       | 19 961       | 100,00       | 19 963        | 100,00        |
| Abstentions    | Abstentions                | Abstentions    | 3 082        | 15,44        | 3 314         | 16,60         |
| Votants        | Votants                    | Votants        | 16 879       | 84,56        | 16 649        | 83,40         |
| Blancs et nuls | Blancs et nuls             | Blancs et nuls | 420          | 2,49         | 831           | 4,99          |
| Exprimés       | Exprimés                   | Exprimés       | 16 459       | 97,51        | 15 818        | 95,01         |

### 1909 - Circonscription de Doullens
- Député à remplacer : Albert Rousé (ARD), élu depuis 1902, élu sénateur lors des élections du 3 janvier 1909.

| Candidats      | Candidats        | Étiquette      | Premier tour | Premier tour | Deuxième tour | Deuxième tour |
| Candidats      | Candidats        | Étiquette      | Voix         | %            | Voix          | %             |
| -------------- | ---------------- | -------------- | ------------ | ------------ | ------------- | ------------- |
|                | Étienne Dusevel  | PRRRS          | 4 239        | 40,37        | 6 506         | 58,16         |
|                | Pierre Myrens    | SFIO           | 3 222        | 30,69        | 4 551         | 41,16         |
|                | Georges Sydenham | ARD            | 3 039        | 28,94        | Retrait       | Retrait       |
|                |                  |                |              |              |               |               |
| Inscrits       | Inscrits         | Inscrits       | 14 168       | 100,00       | 14 163        | 100,00        |
| Abstentions    | Abstentions      | Abstentions    | 2 163        | 15,27        | 2 630         | 18,57         |
| Votants        | Votants          | Votants        | 12 005       | 84,73        | 11 533        | 81,43         |
| Blancs et nuls | Blancs et nuls   | Blancs et nuls | 1 505        | 12,54        | 476           | 4,13          |
| Exprimés       | Exprimés         | Exprimés       | 10 500       | 87,46        | 11 057        | 95,87         |

### 1909 -1recirconscription d'Amiens
- Député à remplacer : Alphonse Fiquet (PRRRS), élu depuis 1893, élu sénateur lors des élections du 3 janvier 1909.

| Candidats      | Candidats       | Étiquette      | Premier tour | Premier tour | Deuxième tour | Deuxième tour |
| Candidats      | Candidats       | Étiquette      | Voix         | %            | Voix          | %             |
| -------------- | --------------- | -------------- | ------------ | ------------ | ------------- | ------------- |
|                | Lucien Lecointe | SFIO           | 8 396        | 48,00        | 11 016        | 61,41         |
|                | Gustave David   | FR             | 5 568        | 31,83        | 6 922         | 38,59         |
|                | Adolphe Vignon  | PRRRS          | 3 326        | 19,02        |               |               |
|                | Paul Hévin      | CL             | 201          | 1,15         |               |               |
|                |                 |                |              |              |               |               |
| Inscrits       | Inscrits        | Inscrits       | 26 950       | 100,00       | 26 950        | 100,00        |
| Abstentions    | Abstentions     | Abstentions    | 9 110        | 33,80        | 8 814         | 32,71         |
| Votants        | Votants         | Votants        | 17 840       | 66,20        | 18 136        | 67,29         |
| Blancs et nuls | Blancs et nuls  | Blancs et nuls | 349          | 1,96         | 198           | 1,09          |
| Exprimés       | Exprimés        | Exprimés       | 17 491       | 98,04        | 17 938        | 98,91         |

### 1908 -2ecirconscription d'Amiens
- Député à remplacer : Ernest Cauvin (ARD), élu depuis 1898, élu sénateur lors de l'élection partielle du 18 août 1907.

|                | René Jouancoux      | PRRRS          | 11 890 | 51,04  |  |  |
|                | Alphonse Hourdequin | FR             | 11 029 | 47,34  |  |  |
|                | Louis Têtet         | SFIO           | 211    | 0,91   |  |  |
|                | Armand Gosselin     | CL             | 172    | 0,74   |  |  |
|                |                     |                |        |        |  |  |
| Inscrits       | Inscrits            | Inscrits       | 32 129 | 100,00 |  |  |
| Abstentions    | Abstentions         | Abstentions    | 6 565  | 20,43  |  |  |
| Votants        | Votants             | Votants        | 25 564 | 79,57  |  |  |
| Blancs et nuls | Blancs et nuls      | Blancs et nuls | 2 268  | 8,87   |  |  |
| Exprimés       | Exprimés            | Exprimés       | 23 296 | 91,13  |  |  |

### 1905 - Circonscription de Péronne
- Député à remplacer : Gustave Trannoy (FR), élu depuis 1893, élu sénateur lors de l'élection partielle du 4 mars 1905.

|                | Henri Vion     | FR             | 13 840 | 57,11  |  |  |
|                | Émile Magniez  | PRRRS          | 10 394 | 42,89  |  |  |
|                |                |                |        |        |  |  |
| Inscrits       | Inscrits       | Inscrits       | 29 324 | 100,00 |  |  |
| Abstentions    | Abstentions    | Abstentions    | 4 669  | 15,92  |  |  |
| Votants        | Votants        | Votants        | 24 655 | 84,08  |  |  |
| Blancs et nuls | Blancs et nuls | Blancs et nuls | 421    | 1,71   |  |  |
| Exprimés       | Exprimés       | Exprimés       | 24 234 | 98,29  |  |  |

### 1896 - Circonscription de Montdidier
- Député à remplacer : Ernest Leroy (Radical), élu depuis 1893, décédé le 8 décembre 1895.

| Candidats      | Candidats          | Étiquette          | Premier tour | Premier tour | Deuxième tour | Deuxième tour |
| Candidats      | Candidats          | Étiquette          | Voix         | %            | Voix          | %             |
| -------------- | ------------------ | ------------------ | ------------ | ------------ | ------------- | ------------- |
|                | Louis-Lucien Klotz | Radical-socialiste | 5 960        | 39,70        | 7 175         | 47,16         |
|                | Henri Hennard      | Radical            | 4 487        | 29,89        | 8 039         | 52,84         |
|                | Charles Mathiot    | Rallié             | 2 803        | 18,67        |               |               |
|                | Charles Nicoullaud | Conservateur       | 1 763        | 11,74        |               |               |
|                |                    |                    |              |              |               |               |
| Inscrits       | Inscrits           | Inscrits           | 18 360       | 100,00       | 18 461        | 100,00        |
| Abstentions    | Abstentions        | Abstentions        | 3 068        | 16,71        | 2 886         | 15,63         |
| Votants        | Votants            | Votants            | 15 292       | 83,29        | 15 575        | 84,37         |
| Blancs et nuls | Blancs et nuls     | Blancs et nuls     | 279          | 1,82         | 361           | 2,32          |
| Exprimés       | Exprimés           | Exprimés           | 15 013       | 98,18        | 15 214        | 97,68         |

### 1895 - Circonscription d'Abbeville-1
- Député à remplacer : Louis Froment (Républicain), élu depuis 1892, élu sénateur lors de l'élection partielle du 30 juin 1895.

|                | Émile Coache             | Républicain    | 8 678  | 63,45  |  |  |
|                | Albert-Alexandre Carette | Républicain    | 4 998  | 36,55  |  |  |
|                |                          |                |        |        |  |  |
| Inscrits       | Inscrits                 | Inscrits       | 17 960 | 100,00 |  |  |
| Abstentions    | Abstentions              | Abstentions    | 4 008  | 22,32  |  |  |
| Votants        | Votants                  | Votants        | 13 952 | 77,68  |  |  |
| Blancs et nuls | Blancs et nuls           | Blancs et nuls | 276    | 1,98   |  |  |
| Exprimés       | Exprimés                 | Exprimés       | 13 676 | 98,02  |  |  |

### 1895 - Circonscription d'Abbeville-2
- Député à remplacer : Gaston de Douville-Maillefeu (Radical), élu depuis 1876, décédé le 29 janvier 1895.

|                | Ernest Gellé   | Républicain    | 8 802  | 57,29  |  |  |
|                | Henry Gavelle  | Républicain    | 6 563  | 42,71  |  |  |
|                |                |                |        |        |  |  |
| Inscrits       | Inscrits       | Inscrits       | 19 075 | 100,00 |  |  |
| Abstentions    | Abstentions    | Abstentions    | 3 271  | 17,15  |  |  |
| Votants        | Votants        | Votants        | 15 804 | 82,85  |  |  |
| Blancs et nuls | Blancs et nuls | Blancs et nuls | 439    | 2,78   |  |  |
| Exprimés       | Exprimés       | Exprimés       | 15 365 | 97,22  |  |  |

### 1894 - Circonscription de Doullens
- Député à remplacer : Octave Dusevel (Républicain), élu depuis 1893, décédé le 2 février 1894.

|                | Charles Saint                         | Républicain    | 7 069  | 54,57  |  |  |
|                | Marie Alexandre Raoul Blin de Bourdon | Conservateur   | 5 161  | 39,84  |  |  |
|                | Ovide-Edmond Beaumont                 | Républicain    | 724    | 5,59   |  |  |
|                |                                       |                |        |        |  |  |
| Inscrits       | Inscrits                              | Inscrits       | 14 623 | 100,00 |  |  |
| Abstentions    | Abstentions                           | Abstentions    | 1 530  | 10,46  |  |  |
| Votants        | Votants                               | Votants        | 13 093 | 89,54  |  |  |
| Blancs et nuls | Blancs et nuls                        | Blancs et nuls | 139    | 1,06   |  |  |
| Exprimés       | Exprimés                              | Exprimés       | 12 954 | 98,94  |  |  |

### 1893 - Circonscription de Montdidier
- Député à remplacer : Charles Descaure (Conservateur), élu depuis 1885, décédé le 18 janvier 1893.

|                | Ernest Leroy                  | Républicain    | 9 064  | 60,52  |  |  |
|                | Raoul de Beaurepaire-Louvagny | Conservateur   | 5 913  | 39,48  |  |  |
|                |                               |                |        |        |  |  |
| Inscrits       | Inscrits                      | Inscrits       | 18 772 | 100,00 |  |  |
| Abstentions    | Abstentions                   | Abstentions    | 3 613  | 19,25  |  |  |
| Votants        | Votants                       | Votants        | 15 159 | 80,75  |  |  |
| Blancs et nuls | Blancs et nuls                | Blancs et nuls | 182    | 1,20   |  |  |
| Exprimés       | Exprimés                      | Exprimés       | 14 977 | 98,80  |  |  |

### 1892 - Circonscription d'Abbeville-1
- Député à remplacer : Alfred François (Républicain), élu depuis 1889, décédé le 16 janvier 1892.

|                | Louis Froment  | Républicain    | 10 896 | 100,00 |  |  |
|                |                |                |        |        |  |  |
| Inscrits       | Inscrits       | Inscrits       | 18 136 | 100,00 |  |  |
| Abstentions    | Abstentions    | Abstentions    | 6 256  | 34,49  |  |  |
| Votants        | Votants        | Votants        | 11 880 | 65,51  |  |  |
| Blancs et nuls | Blancs et nuls | Blancs et nuls | 984    | 8,28   |  |  |
| Exprimés       | Exprimés       | Exprimés       | 10 896 | 91,72  |  |  |

### 1888 - Circonscription départementale
- Député à remplacer : Albert Deberly (Conservateur), élu depuis 1885, décédé le 8 juin 1888.

|                | Jean-Baptiste Alexandre Montaudon | Conservateur   | 60 693  | 51,91  |  |  |
|                | Ernest Cauvin                     | Républicain    | 53 154  | 45,47  |  |  |
|                | Jules Véchard                     | Républicain    | 3 064   | 2,62   |  |  |
|                |                                   |                |         |        |  |  |
| Inscrits       | Inscrits                          | Inscrits       | 158 056 | 100,00 |  |  |
| Abstentions    | Abstentions                       | Abstentions    | 39 042  | 24,70  |  |  |
| Votants        | Votants                           | Votants        | 119 014 | 75,30  |  |  |
| Blancs et nuls | Blancs et nuls                    | Blancs et nuls | 2 103   | 1,77   |  |  |
| Exprimés       | Exprimés                          | Exprimés       | 116 911 | 98,23  |  |  |

### 1882 - Circonscription de Péronne-2
- Député à remplacer : Victor Magniez (Libéral), élu depuis 1871, élu sénateur le 8 janvier 1882.

| Candidats      | Candidats                  | Étiquette        | Premier tour | Premier tour | Deuxième tour | Deuxième tour |
| Candidats      | Candidats                  | Étiquette        | Voix         | %            | Voix          | %             |
| -------------- | -------------------------- | ---------------- | ------------ | ------------ | ------------- | ------------- |
|                | Marie Reimbold d'Estourmel | Orléaniste       | 4 385        | 37,45        | 5 855         | 46,86         |
|                | Alfred Toulet              | Républicain      | 3 954        | 33,77        | 6 639         | 53,14         |
|                | Antoine Cattiaux           | Républicain      | 1 997        | 17,05        |               |               |
|                | Amédée Lamarle             | Radical          | 1 058        | 9,04         |               |               |
|                | Victor Sarot               | Républicain      | 196          | 1,67         |               |               |
|                | Candidats divers           | Candidats divers | 119          | 1,02         |               |               |
|                |                            |                  |              |              |               |               |
| Inscrits       | Inscrits                   | Inscrits         |              | 100,00       | 16 560        | 100,00        |
| Abstentions    | Abstentions                | Abstentions      |              |              | 3 840         | 23,19         |
| Votants        | Votants                    | Votants          |              |              | 12 720        | 76,81         |
| Blancs et nuls | Blancs et nuls             | Blancs et nuls   |              |              | 226           | 1,78          |
| Exprimés       | Exprimés                   | Exprimés         | 11 709       |              | 12 494        | 98,22         |

### 1882 - Circonscription d'Abbeville-1
- Député à remplacer : Henri Labitte (Libéral), élu depuis 1876, élu sénateur le 8 janvier 1882.

|                | Albert Carette | Républicain | 10 189 | 100,00 |  |  |
|                |                |             |        |        |  |  |
| Inscrits       | Inscrits       | Inscrits    |        | 100,00 |  |  |
| Abstentions    |                |             |        |        |  |  |
| Votants        |                |             |        |        |  |  |
| Blancs et nuls |                |             |        |        |  |  |
| Exprimés       | Exprimés       | Exprimés    | 10 189 |        |  |  |

### 1879 - Circonscription de Péronne-1
- Député à remplacer : Charles Mollien (Républicain), élu depuis 1876, élu sénateur le 17 janvier 1879.

|                | Louis Cadot    | Républicain    | 7 529  | 100,00 |  |  |
|                |                |                |        |        |  |  |
| Inscrits       | Inscrits       | Inscrits       | 14 232 | 100,00 |  |  |
| Abstentions    | Abstentions    | Abstentions    | 5 416  | 38,06  |  |  |
| Votants        | Votants        | Votants        | 8 816  | 61,94  |  |  |
| Blancs et nuls | Blancs et nuls | Blancs et nuls | 1 287  | 14,60  |  |  |
| Exprimés       | Exprimés       | Exprimés       | 7 529  | 85,40  |  |  |

### 1878 - Circonscription d'Abbeville-2
- Député à remplacer : Louis Briet de Rainvilliers (Légitimiste), élu en 1877, son élection est invalidée le 1er janvier 1878.

|                | Gaston de Douville-Maillefeu | Radical-socialiste | 8 234  | 51,56  |  |  |
|                | Louis Briet de Rainvilliers  | Légitimiste        | 7 737  | 48,44  |  |  |
|                |                              |                    |        |        |  |  |
| Inscrits       | Inscrits                     | Inscrits           |        | 100,00 |  |  |
| Abstentions    |                              |                    |        |        |  |  |
| Votants        |                              |                    |        |        |  |  |
| Blancs et nuls |                              |                    |        |        |  |  |
| Exprimés       | Exprimés                     | Exprimés           | 15 971 |        |  |  |

### Juin 1872 - Circonscription départementale
- Député à remplacer : Albert Dauphin (Libéral), élu en janvier 1872 sans être candidat, il refuse la fonction.

|                | Jules Barni   | Union républicaine | 54 820  | 49,82  |  |  |
|                | Jules Cornuau | Bonapartiste       | 36 653  | 33,31  |  |  |
|                | M. Lejeune    | Orléaniste         | 20 810  | 18,91  |  |  |
|                |               |                    |         |        |  |  |
| Inscrits       | Inscrits      | Inscrits           | 163 668 | 100,00 |  |  |
| Abstentions    |               |                    |         |        |  |  |
| Votants        |               |                    |         |        |  |  |
| Blancs et nuls |               |                    |         |        |  |  |
| Exprimés       | Exprimés      | Exprimés           | 110 033 |        |  |  |

### Janvier 1872 - Circonscription départementale
- Député à remplacer : Louis Faidherbe (Républicain), élu en juillet 1871 dans plusieurs départements, il choisit de siéger en tant que député du Nord.

| Candidats      | Candidats      | Étiquette          | Premier tour | Premier tour |
| Candidats      | Candidats      | Étiquette          | Voix         | %            |
| -------------- | -------------- | ------------------ | ------------ | ------------ |
|                | Albert Dauphin | Libéral            | 52 826       | 56,51        |
|                | Jules Barni    | Union républicaine | 40 660       | 43,49        |
|                |                |                    |              |              |
| Inscrits       | Inscrits       | Inscrits           | 165 520      | 100,00       |
| Abstentions    | Abstentions    | Abstentions        | 69 538       | 42,01        |
| Votants        | Votants        | Votants            | 95 982       | 57,99        |
| Blancs et nuls | Blancs et nuls | Blancs et nuls     | 2 496        | 2,60         |
| Exprimés       | Exprimés       | Exprimés           | 93 486       | 97,40        |

### 1871 - Circonscription départementale
- Députés à remplacer : Louis Faidherbe (Républicain), élu en février 1871, son élection est invalidée étant encore au service de l'armée et Henri Calluaud élu en février 1871, décédé le 25 février suivant.

| Candidats      | Candidats                     | Étiquette           | Premier tour | Premier tour |
| Candidats      | Candidats                     | Étiquette           | Voix         | %            |
| -------------- | ----------------------------- | ------------------- | ------------ | ------------ |
|                | Louis Faidherbe               | Gauche républicaine | 96 196       | 84,42        |
|                | René Goblet                   | Union républicaine  | 75 519       | 66,27        |
|                | Jean Antoine Vayson           | Bonapartiste        | 19 695       | 17,28        |
|                | Général Porion                | Bonapartiste        | 19 510       | 17,12        |
|                | Charles De France d'Hésecques | Orléaniste          | 11 825       | 10,38        |
|                | M. Ledieu                     | Monarchiste         | 3 105        | 2,72         |
|                |                               |                     |              |              |
| Inscrits       | Inscrits                      | Inscrits            | 166 901      | 100,00       |
| Abstentions    | Abstentions                   | Abstentions         | 51 817       | 31,05        |
| Votants        | Votants                       | Votants             | 115 084      | 68,95        |
| Blancs et nuls | Blancs et nuls                | Blancs et nuls      | 1 131        | 0,98         |
| Exprimés       | Exprimés                      | Exprimés            | 113 953      | 99,02        |

## Élections sénatoriales partielles

### Février 1929
Sénateur à remplacer : Louis-Lucien Klotz (PRRRS), élu depuis 1925, démissionnaire.
| Candidat et parti politique | Candidat et parti politique | Candidat et parti politique | Premier tour | Premier tour | Deuxième tour | Deuxième tour | Troisième tour | Troisième tour |
| Candidat et parti politique | Candidat et parti politique | Candidat et parti politique | Voix         | %            | Voix          | %             | Voix           | %              |
| --------------------------- | --------------------------- | --------------------------- | ------------ | ------------ | ------------- | ------------- | -------------- | -------------- |
|                             | Georges Jourdain            | RI                          | 472          | 36,45        | 630           | 48,76         | 599            | 46,76          |
|                             | Henry Bourdeaux             | RI                          | 403          | 31,12        | 642           | 49,69         | 669            | 52,22          |
|                             | Gontrand Gonnet             | AD                          | 295          | 22,78        |               |               |                |                |
|                             | Fernand Bertaux             | SFIO                        | 107          | 8,26         |               |               |                |                |
|                             | Maurice Mazier              | PC-SFIC                     | 12           | 0,93         | 11            | 0,85          | 11             | 0,86           |
|                             | Divers                      | Divers                      | 6            | 0,46         | 9             | 0,70          | 2              | 0,16           |
|                             |                             |                             |              |              |               |               |                |                |
| Inscrits                    | Inscrits                    | Inscrits                    | 1 303        | 100,00       | 1 303         | 100,00        | 1 303          | 100,00         |
| Abstention                  | Abstention                  | Abstention                  | 5            | 0,38         | 9             | 0,69          | 21             | 1,61           |
| Votants                     | Votants                     | Votants                     | 1 298        | 99,62        | 1 294         | 99,31         | 1 282          | 98,39          |
| Blancs et nuls              | Blancs et nuls              | Blancs et nuls              | 3            | 0,23         | 2             | 0,15          | 1              | 0,07           |
| Exprimés                    | Exprimés                    | Exprimés                    | 1 295        | 99,77        | 1 292         | 99,85         | 1 281          | 99,93          |

### Mai 1926
Sénateur à remplacer : Paul Thuillier-Buridard (PRRRS), élu depuis 1920, décédé le 10 mars 1926.
|                | Edmond Cavillon     | RI             | 512   | 39,57  | 616   | 47,35  | 671   | 54,46  |  |  |
|                | Paul Casimir Dubois | PRRRS          | 423   | 32,69  | 430   | 33,05  | 561   | 45,54  |  |  |
|                | Jules Thierry       | SFIO           | 178   | 13,76  | 221   | 16,99  |       |        |  |  |
|                | Prosper Francq      | PRRRS          | 113   | 8,73   |       |        |       |        |  |  |
|                | M. Dhardiviller     |                | 30    | 2,32   |       |        |       |        |  |  |
|                | Charles Boulanger   | PRRRS          | 17    | 1,31   |       |        |       |        |  |  |
|                | Émile Leturcq       | PRRRS          | 3     | 0,23   | 22    | 1,69   |       |        |  |  |
|                | Divers              | Divers         | 18    | 1,39   | 12    | 0,92   |       |        |  |  |
|                |                     |                |       |        |       |        |       |        |  |  |
| Inscrits       | Inscrits            | Inscrits       | 1 309 | 100,00 | 1 309 | 100,00 | 1 309 | 100,00 |  |  |
| Abstention     | Abstention          | Abstention     | 5     | 0,38   | 6     | 0,46   | 11    | 0,84   |  |  |
| Votants        | Votants             | Votants        | 1 304 | 99,62  | 1 303 | 99,54  | 1 298 | 99,16  |  |  |
| Blancs et nuls | Blancs et nuls      | Blancs et nuls | 10    | 0,77   | 2     | 0,15   | 66    | 5,08   |  |  |
| Exprimés       | Exprimés            | Exprimés       | 1 294 | 99,23  | 1 301 | 99,85  | 1 232 | 94,92  |  |  |

### Avril 1925
Sénateur à remplacer : René Gouge (PRDS), élu depuis 1920, décédé le 28 février 1925.
|                | Louis-Lucien Klotz | PRRRS          | 937   | 77,06  |  |  |
|                | M. Grardel         | Ind.           | 127   | 10,44  |  |  |
|                | Jules Thierry      | SFIO           | 111   | 9,13   |  |  |
|                | Divers             | Divers         | 41    | 3,37   |  |  |
|                |                    |                |       |        |  |  |
| Inscrits       | Inscrits           | Inscrits       | 1 303 | 100,00 |  |  |
| Abstentions    | Abstentions        | Abstentions    | 2     | 0,15   |  |  |
| Votants        | Votants            | Votants        | 1 301 | 99,85  |  |  |
| Blancs et nuls | Blancs et nuls     | Blancs et nuls | 85    | 6,53   |  |  |
| Exprimés       | Exprimés           | Exprimés       | 1 216 | 93,47  |  |  |

### Mars 1923
Sénateur à remplacer : René Gouge (PRDS), élu depuis 1920, décédé le 28 février 1925.
|                | Anatole Jovelet | PRRRS          | 967   | 77,30  |  |  |
|                | Albert Rousé    | PRDS           | 226   | 18,06  |  |  |
|                | M. Marty        | SFIO           | 58    | 4,64   |  |  |
|                |                 |                |       |        |  |  |
| Inscrits       | Inscrits        | Inscrits       | 1 302 | 100,00 |  |  |
| Abstentions    | Abstentions     | Abstentions    | 8     | 0,61   |  |  |
| Votants        | Votants         | Votants        | 1 294 | 99,39  |  |  |
| Blancs et nuls | Blancs et nuls  | Blancs et nuls | 43    | 3,32   |  |  |
| Exprimés       | Exprimés        | Exprimés       | 1 251 | 96,68  |  |  |

## Élections cantonales partielles

### 1939 -Canton d'Abbeville-Nord
- Conseiller général à remplacer : Émile Ternois (PRRRS), élu depuis 1900, décédé le 16 novembre 1938.

| Candidats      | Candidats      | Étiquette      | Premier tour | Premier tour | Deuxième tour | Deuxième tour |
| Candidats      | Candidats      | Étiquette      | Voix         | %            | Voix          | %             |
| -------------- | -------------- | -------------- | ------------ | ------------ | ------------- | ------------- |
|                | Paul Delique   | PRRRS          | 1 120        | 39,35        | 1 867         | 100,00        |
|                | Max Lejeune    | SFIO           | 912          | 32,04        | Retrait       | Retrait       |
|                | Maurice Roger  | RI             | 691          | 24,28        |               |               |
|                | Marcel Carouge | PC-SFIC        | 123          | 4,32         |               |               |
|                |                |                |              |              |               |               |
| Inscrits       | Inscrits       | Inscrits       | 3 436        | 100,00       | 3 436         | 100,00        |
| Abstentions    | Abstentions    | Abstentions    | 559          | 16,27        | 861           | 25,06         |
| Votants        | Votants        | Votants        | 2 877        | 83,73        | 2 575         | 74,94         |
| Blancs et nuls | Blancs et nuls | Blancs et nuls | 31           | 1,08         | 708           | 27,50         |
| Exprimés       | Exprimés       | Exprimés       | 2 846        | 98,92        | 1 867         | 72,50         |

### 1938 -Canton de Crécy-en-Ponthieu
- Conseiller général à remplacer : Jean Coache (AD), élu depuis 1925, démissionnaire.

| Candidats      | Candidats      | Étiquette      | Premier tour | Premier tour | Deuxième tour | Deuxième tour |
| Candidats      | Candidats      | Étiquette      | Voix         | %            | Voix          | %             |
| -------------- | -------------- | -------------- | ------------ | ------------ | ------------- | ------------- |
|                | Émile Lœuillet | AD             |              |              | 1 090         | 52,25         |
|                | M. Duquémont   | SFIO           | 946          | 46,90        | 996           | 47,75         |
|                | M. Dercourt    | PSF            | 566          | 28,06        | Retrait       | Retrait       |
|                | M. Tacquet     | RI             | 435          | 21,57        | Retrait       | Retrait       |
|                | M. Bocquet     | FR             | 70           | 3,47         |               |               |
|                |                |                |              |              |               |               |
| Inscrits       | Inscrits       | Inscrits       | 2 341        | 100,00       | 2 340         | 100,00        |
| Abstentions    | Abstentions    | Abstentions    | 275          | 11,75        | 233           | 9,96          |
| Votants        | Votants        | Votants        | 2 066        | 88,25        | 2 107         | 90,04         |
| Blancs et nuls | Blancs et nuls | Blancs et nuls | 49           | 2,37         | 21            | 1,00          |
| Exprimés       | Exprimés       | Exprimés       | 2 017        | 97,63        | 2 086         | 99,00         |

### 1934 -Canton de Nesle
- Conseiller général à remplacer : René Vergelot	 (PRRRS), élu depuis 1928, décédé le 3 janvier 1934.

|                | René Le Roy    | PRRRS          | 1 324 | 100,00 |  |  |
|                |                |                |       |        |  |  |
| Inscrits       | Inscrits       | Inscrits       | 2 242 | 100,00 |  |  |
| Abstentions    | Abstentions    | Abstentions    | 698   | 31,13  |  |  |
| Votants        | Votants        | Votants        | 1 544 | 68,87  |  |  |
| Blancs et nuls | Blancs et nuls | Blancs et nuls | 220   | 14,25  |  |  |
| Exprimés       | Exprimés       | Exprimés       | 1 324 | 85,75  |  |  |

### 1934 -Canton de Moyenneville
- Conseiller général à remplacer : Gustave Lecul	 (PRRRS), élu depuis 1913, décédé le 26 novembre 1933.

|                | Léon Mabille       | RI             | 1 398 | 61,48  |  |  |
|                | Édouard Delozières | SFIO           | 876   | 38,52  |  |  |
|                |                    |                |       |        |  |  |
| Inscrits       | Inscrits           | Inscrits       | 2 741 | 100,00 |  |  |
| Abstentions    | Abstentions        | Abstentions    | 397   | 14,48  |  |  |
| Votants        | Votants            | Votants        | 2 344 | 85,52  |  |  |
| Blancs et nuls | Blancs et nuls     | Blancs et nuls | 70    | 2,99   |  |  |
| Exprimés       | Exprimés           | Exprimés       | 2 274 | 97,01  |  |  |

### 1933 -Canton de Moreuil
- Conseiller général à remplacer : Marcel Ferbus (ex-SFIO), élu en septembre 1932, démissionnaire à la suite de son départ de la SFIO. Il souhaite renouveler son mandat sous sa nouvelle étiquette.

| Candidats      | Candidats      | Étiquette      | Premier tour | Premier tour | Deuxième tour | Deuxième tour |
| Candidats      | Candidats      | Étiquette      | Voix         | %            | Voix          | %             |
| -------------- | -------------- | -------------- | ------------ | ------------ | ------------- | ------------- |
|                | M. Luez        | RI             | 884          | 40,24        | 1 110         | 49,31         |
|                | Marcel Ferbus* | PSdF           | 717          | 32,63        | 1 141         | 50,69         |
|                | M. Briard      | PRRRS          | 596          | 27,13        | Retrait       | Retrait       |
|                |                |                |              |              |               |               |
| Inscrits       | Inscrits       | Inscrits       | 2 878        | 100,00       | 2 878         | 100,00        |
| Abstentions    | Abstentions    | Abstentions    | 628          | 21,82        | 542           | 18,83         |
| Votants        | Votants        | Votants        | 2 250        | 78,18        | 2 336         | 81,17         |
| Blancs et nuls | Blancs et nuls | Blancs et nuls | 53           | 2,36         | 85            | 3,64          |
| Exprimés       | Exprimés       | Exprimés       | 2 197        | 97,64        | 2 251         | 96,36         |

*sortant

### 1932 -Canton de Moreuil
- Conseiller général à remplacer : Arthur Quillet (PRRRS), élu depuis 1901, décédé le 30 septembre 1932.

| Candidats      | Candidats      | Étiquette      | Premier tour | Premier tour | Deuxième tour | Deuxième tour |
| Candidats      | Candidats      | Étiquette      | Voix         | %            | Voix          | %             |
| -------------- | -------------- | -------------- | ------------ | ------------ | ------------- | ------------- |
|                | Marcel Ferbus  | SFIO           | 1 006        | 46,15        | 1 260         | 54,10         |
|                | M. Luez        | RI             | 807          | 37,02        | 1 069         | 45,90         |
|                | M. Biat        | PRRRS          | 367          | 16,83        | Retrait       | Retrait       |
|                |                |                |              |              |               |               |
| Inscrits       | Inscrits       | Inscrits       | 2 866        | 100,00       | 2 866         | 100,00        |
| Abstentions    | Abstentions    | Abstentions    | 641          | 22,35        | 509           | 17,76         |
| Votants        | Votants        | Votants        | 2 225        | 77,65        | 2 357         | 82,24         |
| Blancs et nuls | Blancs et nuls | Blancs et nuls | 45           | 2,02         | 28            | 1,19          |
| Exprimés       | Exprimés       | Exprimés       | 2 180        | 97,98        | 2 329         | 98,81         |

### 1932 -Canton de Gamaches
- Conseiller général à remplacer : Florimond Mauduit (RI), élu depuis 1928, décédé le 19 août 1932.

|                | Maurice Delabie | PRRRS          | 1 406 | 52,02  |  |  |
|                | Ernest Baille   | FR             | 1 297 | 47,98  |  |  |
|                |                 |                |       |        |  |  |
| Inscrits       | Inscrits        | Inscrits       | 3 306 | 100,00 |  |  |
| Abstentions    | Abstentions     | Abstentions    | 502   | 15,18  |  |  |
| Votants        | Votants         | Votants        | 2 804 | 84,82  |  |  |
| Blancs et nuls | Blancs et nuls  | Blancs et nuls | 101   | 3,60   |  |  |
| Exprimés       | Exprimés        | Exprimés       | 2 703 | 96,40  |  |  |

### 1930 -Canton d'Ailly-le-Haut-Clocher
- Conseiller général à remplacer : François Oger (PRRRS), élu depuis 1919, décédé le 29 mars 1930.

|                | Édouard Duboille  | PRRRS          | 1 025 | 52,92  |  |  |
|                | M. Devismes       |                | 691   | 35,67  |  |  |
|                | Claude de Santeul |                | 221   | 11,41  |  |  |
|                |                   |                |       |        |  |  |
| Inscrits       | Inscrits          | Inscrits       | 2 360 | 100,00 |  |  |
| Abstentions    | Abstentions       | Abstentions    | 343   | 14,53  |  |  |
| Votants        | Votants           | Votants        | 2 017 | 85,47  |  |  |
| Blancs et nuls | Blancs et nuls    | Blancs et nuls | 80    | 3,97   |  |  |
| Exprimés       | Exprimés          | Exprimés       | 1 937 | 96,03  |  |  |

### 1930 -Canton d'Albert
- Conseiller général à remplacer : Émile Leturcq	 (PRRRS), élu depuis 1925, décédé le 16 septembre 1930.

|                | Henry Potez    | PRRRS          | 1 644 | 59,31  |  |  |
|                | M. Guyon       | AD             | 949   | 34,23  |  |  |
|                | Maurice Mazier | PC-SFIC        | 179   | 6,46   |  |  |
|                |                |                |       |        |  |  |
| Inscrits       | Inscrits       | Inscrits       | 3 828 | 100,00 |  |  |
| Abstentions    | Abstentions    | Abstentions    | 1 012 | 26,44  |  |  |
| Votants        | Votants        | Votants        | 2 816 | 73,56  |  |  |
| Blancs et nuls | Blancs et nuls | Blancs et nuls | 44    | 1,56   |  |  |
| Exprimés       | Exprimés       | Exprimés       | 2 772 | 98,44  |  |  |

### 1930 -Canton de Rosières-en-Santerre
- Conseiller général à remplacer : Pierre de Lupel (AD), élu depuis 1928, décédé le 28 novembre 1929.

|                | Albert Chantrel     | RI             | 1 151 | 53,79  |  |  |
|                | Rodolphe Tonnellier | SFIO           | 989   | 46,21  |  |  |
|                |                     |                |       |        |  |  |
| Inscrits       | Inscrits            | Inscrits       | 2 615 | 100,00 |  |  |
| Abstentions    | Abstentions         | Abstentions    | 427   | 16,33  |  |  |
| Votants        | Votants             | Votants        | 2 188 | 83,67  |  |  |
| Blancs et nuls | Blancs et nuls      | Blancs et nuls | 48    | 2,19   |  |  |
| Exprimés       | Exprimés            | Exprimés       | 2 140 | 97,81  |  |  |

### 1929 -Canton d'Hallencourt
- Conseiller général à remplacer : Roger Colart (PRRRS), élu depuis 1907, décédé le 22 mai 1929.

|                | Arthur Lourdelle | AD             | 1 167 | 52,79  |  |  |
|                | Raymond Niquet   | PRRRS          | 1 048 | 47,31  |  |  |
|                |                  |                |       |        |  |  |
| Inscrits       | Inscrits         | Inscrits       | 2 732 | 100,00 |  |  |
| Abstentions    | Abstentions      | Abstentions    | 457   | 16,73  |  |  |
| Votants        | Votants          | Votants        | 2 275 | 83,27  |  |  |
| Blancs et nuls | Blancs et nuls   | Blancs et nuls | 60    | 2,64   |  |  |
| Exprimés       | Exprimés         | Exprimés       | 2 215 | 97,36  |  |  |

### 1928 -Canton de Péronne
- Conseiller général à remplacer : Charles Boulanger (PRRRS), élu depuis 1907, décédé le 4 février 1928.

|                | Gontrand Gonnet  | AD             | 1 700 | 58,99  |  |  |
|                | Théo Marchandise | SFIO           | 1 182 | 41,01  |  |  |
|                |                  |                |       |        |  |  |
| Inscrits       | Inscrits         | Inscrits       | 3 588 | 100,00 |  |  |
| Abstentions    | Abstentions      | Abstentions    | 623   | 17,36  |  |  |
| Votants        | Votants          | Votants        | 2 965 | 82,64  |  |  |
| Blancs et nuls | Blancs et nuls   | Blancs et nuls | 83    | 2,80   |  |  |
| Exprimés       | Exprimés         | Exprimés       | 2 882 | 97,20  |  |  |

### 1926 -Canton d'Ault
- Conseiller général à remplacer : Adéodat Gilson (PRRRS), élu depuis 1883, décédé le 3 septembre 1926.

| Candidats   | Candidats      | Étiquette   | Premier tour | Premier tour | Deuxième tour | Deuxième tour |
| Candidats   | Candidats      | Étiquette   | Voix         | %            | Voix          | %             |
| ----------- | -------------- | ----------- | ------------ | ------------ | ------------- | ------------- |
|             | Émile Imbert   | AD          | 1 336        | 31,41        | 1 487         | 33,61         |
|             | Joseph Dufrien | PRRRS       | 1 310        | 30,79        | 1 336         | 30,20         |
|             | Martin Louchel | SFIO        | 985          | 23,15        | 1 601         | 36,19         |
|             | Victor Berger  | PC-SFIC     | 623          | 14,65        | Retrait       | Retrait       |
|             |                |             |              |              |               |               |
| Inscrits    | Inscrits       | Inscrits    | 5 322        | 100,00       | 5 419         | 100,00        |
| Abstentions | Abstentions    | Abstentions | 1 208        | 22,70        | 995           | 18,36         |
| Exprimés    | Exprimés       | Exprimés    | 4 254        | 77,30        | 4 424         | 81,64         |

### 1926 -Canton de Picquigny
- Conseiller général à remplacer : Paul Thuillier-Buridard (PRRRS), élu depuis 1910, décédé le 10 mars 1926.

|          | Étienne Dubourguier | PRRRS    | 1 808 | 60,79 |  |  |
|          | M. Dulin            | SFIO     | 1 166 | 39,21 |  |  |
|          |                     |          |       |       |  |  |
| Exprimés | Exprimés            | Exprimés | 2 974 |       |  |  |

### 1925 -Canton de Bray-sur-Somme
- Conseiller général à remplacer : René Gouge (PRDS), élu depuis 1922, décédé le 28 février 1925.

|          | Gaston Bouchend'homme | PRRRS    | 1 034 | 72,56 |  |  |
|          | M. d'Estourmel        | FR       | 391   | 27,44 |  |  |
|          |                       |          |       |       |  |  |
| Exprimés | Exprimés              | Exprimés | 1 425 |       |  |  |

### 1925 -Canton de Saint-Valery-sur-Somme
- Conseiller général à remplacer : Albert Pruvost (PRRRS), élu depuis 1919, décédé le 7 décembre 1924.

|                | Anatole Mopin   | PRRRS          | 1 851 | 57,18  |  |  |
|                | Isidore Loubert | FR             | 1 386 | 42,82  |  |  |
|                |                 |                |       |        |  |  |
| Inscrits       | Inscrits        | Inscrits       | 4 039 | 100,00 |  |  |
| Abstentions    | Abstentions     | Abstentions    | 762   | 18,87  |  |  |
| Votants        | Votants         | Votants        | 3 277 | 81,13  |  |  |
| Blancs et nuls | Blancs et nuls  | Blancs et nuls | 40    | 1,22   |  |  |
| Exprimés       | Exprimés        | Exprimés       | 3 237 | 98,78  |  |  |

### 1923 -Canton de Boves
- Conseiller général à remplacer : Ernest Cauvin  (PRDS), élu depuis 1892, décédé le 21 décembre 1922.

|                | Léon Legrand   | PRDS           | 1 810 | 100,00 |  |  |
|                |                |                |       |        |  |  |
| Inscrits       | Inscrits       | Inscrits       | 2 312 | 100,00 |  |  |
| Abstentions    | Abstentions    | Abstentions    | 311   | 13,45  |  |  |
| Votants        | Votants        | Votants        | 2 001 | 86,55  |  |  |
| Blancs et nuls | Blancs et nuls | Blancs et nuls | 191   | 9,55   |  |  |
| Exprimés       | Exprimés       | Exprimés       | 1 810 | 90,45  |  |  |

### 1922 -Canton de Bray-sur-Somme
- Conseiller général à remplacer : Ernest Choqué (PRRRS), élu depuis 1908, décédé le 10 novembre 1922.

|                | René Gouge     | PRDS           | 1 810 | 100,00 |  |  |
|                |                |                |       |        |  |  |
| Inscrits       | Inscrits       | Inscrits       | 1 811 | 100,00 |  |  |
| Abstentions    | Abstentions    | Abstentions    | 506   | 27,94  |  |  |
| Votants        | Votants        | Votants        | 1 305 | 72,06  |  |  |
| Blancs et nuls | Blancs et nuls | Blancs et nuls | 210   | 16,09  |  |  |
| Exprimés       | Exprimés       | Exprimés       | 1 095 | 83,91  |  |  |

### 1921 -Canton de Roisel
- Conseiller général à remplacer : Achille Provins (PRRRS), élu depuis 1919, décédé le 8 janvier 1921.

|                | Gabriel Trocmé    | PRDS           | 1 321 | 63,45  |  |  |
|                | Gustave Mennecier | PRRRS          | 761   | 36,55  |  |  |
|                |                   |                |       |        |  |  |
| Inscrits       | Inscrits          | Inscrits       | 3 670 | 100,00 |  |  |
| Abstentions    | Abstentions       | Abstentions    | 1 398 | 38,09  |  |  |
| Votants        | Votants           | Votants        | 2 272 | 61,91  |  |  |
| Blancs et nuls | Blancs et nuls    | Blancs et nuls | 190   | 8,36   |  |  |
| Exprimés       | Exprimés          | Exprimés       | 2 082 | 91,64  |  |  |

## Élections aux conseils d'arrondissement partielles

### 1939 -Canton de Hornoy-le-Bourg
- Conseiller d'arrondissement à remplacer : Raphaël Duval (RI), élu depuis 1932, décédé le 21 novembre 1938.

|                | Gabriel Delétoille | PRRRS          | 951   | 85,75  |  |  |
|                | M. Sangnier        |                | 99    | 8,93   |  |  |
|                | Martial Dormenval  |                | 59    | 5,32   |  |  |
|                |                    |                |       |        |  |  |
| Inscrits       | Inscrits           | Inscrits       | 1 746 | 100,00 |  |  |
| Abstentions    | Abstentions        | Abstentions    | 341   | 19,53  |  |  |
| Votants        | Votants            | Votants        | 1 405 | 80,47  |  |  |
| Blancs et nuls | Blancs et nuls     | Blancs et nuls | 296   | 21,07  |  |  |
| Exprimés       | Exprimés           | Exprimés       | 1 109 | 78,93  |  |  |

*sortant

### 1938 -Canton de Bray-sur-Somme
- Conseiller d'arrondissement à remplacer : Roger Objois (PSF), élu en 1937, son élection est invalidée car il n'avait pas ses 25 ans révolus.

| Candidats      | Candidats      | Étiquette      | Premier tour | Premier tour | Deuxième tour | Deuxième tour |
| Candidats      | Candidats      | Étiquette      | Voix         | %            | Voix          | %             |
| -------------- | -------------- | -------------- | ------------ | ------------ | ------------- | ------------- |
|                | Roger Objois*  | PSF            | 615          | 44,96        | 693           | 48,87         |
|                | Albert Dehan   | SFIO           | 543          | 38,84        | 725           | 51,13         |
|                | M. Cauchies    | PRRRS          | 210          | 15,35        |               |               |
|                |                |                |              |              |               |               |
| Inscrits       | Inscrits       | Inscrits       | 1 711        | 100,00       | 1 648         | 100,00        |
| Abstentions    | Abstentions    | Abstentions    | 316          | 18,47        | 193           | 11,71         |
| Votants        | Votants        | Votants        | 1 395        | 81,53        | 1 455         | 88,29         |
| Blancs et nuls | Blancs et nuls | Blancs et nuls | 27           | 1,93         | 37            | 2,54          |
| Exprimés       | Exprimés       | Exprimés       | 1 368        | 98,07        | 1 418         | 97,46         |

*sortant

### 1937 -Canton de Ham
- Conseiller d'arrondissement à remplacer : Roger Tattegrain (AD), élu depuis 1924, démissionnaire à la suite de son élection au conseil général.

| Candidats      | Candidats       | Étiquette      | Premier tour | Premier tour | Deuxième tour | Deuxième tour |
| Candidats      | Candidats       | Étiquette      | Voix         | %            | Voix          | %             |
| -------------- | --------------- | -------------- | ------------ | ------------ | ------------- | ------------- |
|                | Gaston Lejeune  | SFIO           | 1 196        | 49,98        | 1 466         | 100,00        |
|                | André Desjardin | AD             | 930          | 38,86        | Retrait       | Retrait       |
|                | Jean Delage     | PC-SFIC        | 257          | 10,74        | Retrait       | Retrait       |
|                | Divers          | Divers         | 10           | 0,42         |               |               |
|                |                 |                |              |              |               |               |
| Inscrits       | Inscrits        | Inscrits       | 3 091        | 100,00       | 3 091         | 100,00        |
| Abstentions    | Abstentions     | Abstentions    | 648          | 20,96        | 1 036         |               |
| Votants        | Votants         | Votants        | 2 443        | 79,04        | 2 055         | 33,52         |
| Blancs et nuls | Blancs et nuls  | Blancs et nuls | 50           | 2,05         | 589           | 28,66         |
| Exprimés       | Exprimés        | Exprimés       | 2 393        | 97,95        | 1 466         | 71,34         |

*sortant

### 1937 -Canton d'Hallencourt
- Conseiller d'arrondissement à remplacer : Albert Lefebvre (PRRRS), élu depuis 1934, démissionnaire à la suite de son élection au conseil général.

|                | César Legry       | PRRRS          | 1 183 | 58,62  |  |  |
|                | Victorien Miannay | SFIO           | 472   | 23,39  |  |  |
|                | M. Dufourmantelle | PC-SFIC        | 363   | 17,99  |  |  |
|                |                   |                |       |        |  |  |
| Inscrits       | Inscrits          | Inscrits       | 2 605 | 100,00 |  |  |
| Abstentions    | Abstentions       | Abstentions    | 535   | 20,54  |  |  |
| Votants        | Votants           | Votants        | 2 070 | 79,46  |  |  |
| Blancs et nuls | Blancs et nuls    | Blancs et nuls | 52    | 2,51   |  |  |
| Exprimés       | Exprimés          | Exprimés       | 2 018 | 97,49  |  |  |

### 1936 -Canton de Nesle
- Conseiller d'arrondissement à remplacer : Raoul Carlier (PRRRS), élu depuis 1934, décédé le 19 mars 1936.

|                | Maurice Tréville  | PRRRS          | 949   | 50,67  |  |  |
|                | Pierre Doutrellot | SFIO           | 924   | 49,33  |  |  |
|                |                   |                |       |        |  |  |
| Inscrits       | Inscrits          | Inscrits       | 2 263 | 100,00 |  |  |
| Abstentions    | Abstentions       | Abstentions    | 358   | 15,82  |  |  |
| Votants        | Votants           | Votants        | 1 905 | 84,18  |  |  |
| Blancs et nuls | Blancs et nuls    | Blancs et nuls | 32    | 1,68   |  |  |
| Exprimés       | Exprimés          | Exprimés       | 1 873 | 98,32  |  |  |

### 1935 -Canton de Bray-sur-Somme
- Conseiller d'arrondissement à remplacer : Valentin Salvaudon (Conservateur), élu depuis 1931, destitué de son mandat pour cause de faillite.

|                | Gaston Grognet | AD             | 1 099 | 100,00 |  |  |
|                |                |                |       |        |  |  |
| Inscrits       | Inscrits       | Inscrits       | 1 628 | 100,00 |  |  |
| Abstentions    | Abstentions    | Abstentions    | 356   | 21,87  |  |  |
| Abstentions    | Abstentions    | Abstentions    | 1 272 | 78,13  |  |  |
| Blancs et nuls | Blancs et nuls | Blancs et nuls | 173   | 13,60  |  |  |
| Exprimés       | Exprimés       | Exprimés       | 1 099 | 86,40  |  |  |

### 1935 -Canton d'Acheux-en-Amiénois
- Conseiller d'arrondissement à remplacer : Eugène Hourdequin (AD), élu depuis 1919, démissionnaire à la suite de son élection au conseil général.

|                | Louis Dhiers   | PAPF           | 1 016 | 53,17  |  |  |
|                | Léon Mignotte  | PRRRS          | 895   | 46,83  |  |  |
|                |                |                |       |        |  |  |
| Inscrits       | Inscrits       | Inscrits       | 2 465 | 100,00 |  |  |
| Abstentions    | Abstentions    | Abstentions    | 393   | 15,94  |  |  |
| Votants        | Votants        | Votants        | 2 072 | 84,06  |  |  |
| Blancs et nuls | Blancs et nuls | Blancs et nuls | 161   | 7,77   |  |  |
| Exprimés       | Exprimés       | Exprimés       | 1 911 | 92,23  |  |  |

### 1933 -Canton de Doullens
- Conseiller d'arrondissement à remplacer : Joseph Voisselle (AD), élu depuis 1919, décédé le 12 août 1933.

|                | Kléber Mopty    | PRRRS          | 1 788 | 60,47  |  |  |
|                | Paul Carpentier | AD             | 1 169 | 39,53  |  |  |
|                |                 |                |       |        |  |  |
| Inscrits       | Inscrits        | Inscrits       | 3 786 | 100,00 |  |  |
| Abstentions    | Abstentions     | Abstentions    | 737   | 19,47  |  |  |
| Votants        | Votants         | Votants        | 3 049 | 80,53  |  |  |
| Blancs et nuls | Blancs et nuls  | Blancs et nuls | 92    | 3,02   |  |  |
| Exprimés       | Exprimés        | Exprimés       | 2 957 | 96,98  |  |  |

### 1933 -Canton de Saint-Valery-sur-Somme
- Conseiller d'arrondissement à remplacer : Henri Perruchot (PRRRS), élu depuis 1925, décédé le 25 juillet 1933.

| Candidats      | Candidats       | Étiquette      | Premier tour | Premier tour | Deuxième tour | Deuxième tour |
| Candidats      | Candidats       | Étiquette      | Voix         | %            | Voix          | %             |
| -------------- | --------------- | -------------- | ------------ | ------------ | ------------- | ------------- |
|                | Blimont Boutté  | PRRRS          | 1 321        | 49,79        | 1 577         | 52,94         |
|                | Joseph Wittig   | SFIO           | 736          | 27,74        | Retrait       | Retrait       |
|                | Arthur Courquin | DVG            | 596          | 22,47        | Retrait       | Retrait       |
|                | Alphonse Pierru | AD             |              |              | 1 402         | 47,06         |
|                |                 |                |              |              |               |               |
| Inscrits       | Inscrits        | Inscrits       | 4 026        | 100,00       | 4 034         | 100,00        |
| Abstentions    | Abstentions     | Abstentions    | 1 014        | 25,19        | 910           | 22,56         |
| Votants        | Votants         | Votants        | 3 012        | 74,81        | 3 124         | 77,44         |
| Blancs et nuls | Blancs et nuls  | Blancs et nuls | 359          | 11,92        | 145           | 4,64          |
| Exprimés       | Exprimés        | Exprimés       | 2 653        | 88,08        | 2 979         | 95,36         |

*sortant

### 1932 -Canton de Domart-en-Ponthieu
- Conseiller d'arrondissement à remplacer : Adhélard Wimart (AD), élu depuis 1907, décédé en octobre 1932.

|                | Léon Lerre     | RI             | 1 582 | 56,85  |  |  |
|                | M. Vieille     |                | 1 201 | 43,15  |  |  |
|                |                |                |       |        |  |  |
| Inscrits       | Inscrits       | Inscrits       | 3 458 | 100,00 |  |  |
| Abstentions    | Abstentions    | Abstentions    | 614   | 17,76  |  |  |
| Votants        | Votants        | Votants        | 2 844 | 82,24  |  |  |
| Blancs et nuls | Blancs et nuls | Blancs et nuls | 61    | 2,14   |  |  |
| Exprimés       | Exprimés       | Exprimés       | 2 783 | 97,86  |  |  |

### 1932 -Canton de Gamaches
- Conseiller d'arrondissement à remplacer : Maurice Delabie (PRRRS), élu depuis 1928, démissionnaire à la suite de son élection au conseil général.

| Candidats      | Candidats       | Étiquette      | Premier tour | Premier tour | Deuxième tour | Deuxième tour |
| Candidats      | Candidats       | Étiquette      | Voix         | %            | Voix          | %             |
| -------------- | --------------- | -------------- | ------------ | ------------ | ------------- | ------------- |
|                | Ernest Baille   | FR             | 1 213        | 45,89        | 1 350         | 48,97         |
|                | Bertrand Martin | PRRRS          | 896          | 33,90        | 1 407         | 51,03         |
|                | Robert Lelong   | SFIO           | 412          | 15,59        | Retrait       | Retrait       |
|                | Georges Mauduit | RI             | 122          | 4,62         |               |               |
|                |                 |                |              |              |               |               |
| Inscrits       | Inscrits        | Inscrits       | 3 303        | 100,00       | 3 305         | 100,00        |
| Abstentions    | Abstentions     | Abstentions    | 593          | 17,95        | 469           | 14,19         |
| Votants        | Votants         | Votants        | 2 710        | 82,05        | 2 836         | 85,81         |
| Blancs et nuls | Blancs et nuls  | Blancs et nuls | 67           | 2,47         | 79            | 2,79          |
| Exprimés       | Exprimés        | Exprimés       | 2 643        | 97,53        | 2 757         | 97,21         |

*sortant

### 1932 -Canton de Hornoy-le-Bourg
- Conseiller d'arrondissement à remplacer : Octave Macrez (AD), élu depuis 1895, décédé le 20 avril 1932.

|                | Raphaël Duval  | RI             | 818   | 60,19  |  |  |
|                | M. Blondin     | FR             | 442   | 32,52  |  |  |
|                | M. Monchart    |                | 99    | 7,28   |  |  |
|                |                |                |       |        |  |  |
| Inscrits       | Inscrits       | Inscrits       | 1 809 | 100,00 |  |  |
| Abstentions    | Abstentions    | Abstentions    | 277   | 15,31  |  |  |
| Votants        | Votants        | Votants        | 1 532 | 84,69  |  |  |
| Blancs et nuls | Blancs et nuls | Blancs et nuls | 173   | 11,29  |  |  |
| Exprimés       | Exprimés       | Exprimés       | 1 359 | 88,71  |  |  |

### 1931 -Canton d'Ault
- Conseiller d'arrondissement à remplacer : Jules Lecat (PRRRS), élu depuis 1928, démissionnaire à la suite de son élection au conseil général.

| Candidats      | Candidats        | Étiquette      | Premier tour | Premier tour | Deuxième tour | Deuxième tour |
| Candidats      | Candidats        | Étiquette      | Voix         | %            | Voix          | %             |
| -------------- | ---------------- | -------------- | ------------ | ------------ | ------------- | ------------- |
|                | Étienne Chantrel | FR             | 1 681        | 38,75        | 2 097         | 47,55         |
|                | Marcel Delassus  | SFIO           | 1 499        | 34,56        | 2 313         | 52,45         |
|                | Fernand Pruvost  | PRRRS          | 873          | 20,12        | Retrait       | Retrait       |
|                | Georges Boubert  | PC-SFIC        | 282          | 8,81         | Retrait       | Retrait       |
|                | M. Blommert      | DIV            | 3            | 0,06         |               |               |
|                |                  |                |              |              |               |               |
| Inscrits       | Inscrits         | Inscrits       | 5 700        | 100,00       | 5 700         | 100,00        |
| Abstentions    | Abstentions      | Abstentions    | 1 318        | 23,12        | 1 016         | 17,82         |
| Votants        | Votants          | Votants        | 4 382        | 76,88        | 4 684         | 82,18         |
| Blancs et nuls | Blancs et nuls   | Blancs et nuls | 44           | 1,00         | 274           | 5,85          |
| Exprimés       | Exprimés         | Exprimés       | 4 338        | 99,00        | 4 410         | 94,15         |

### 1931 -Canton de Montdidier
- Conseiller d'arrondissement à remplacer : Louis Lematte (PRRRS), élu depuis 1927, démissionnaire à la suite de son élection au conseil général.

| Candidats      | Candidats        | Étiquette      | Premier tour | Premier tour | Deuxième tour | Deuxième tour |
| Candidats      | Candidats        | Étiquette      | Voix         | %            | Voix          | %             |
| -------------- | ---------------- | -------------- | ------------ | ------------ | ------------- | ------------- |
|                | Pierre Cottrelle | RI             | 896          | 43,58        | 1 407         | 56,19         |
|                | Désiré Blanchard | PRRRS          | 646          | 31,42        | 994           | 43,81         |
|                | Adolphe Lamart   | PRS            | 375          | 18,24        | Retrait       | Retrait       |
|                | Georges Daillant | SFIO           | 208          | 10,12        | Retrait       | Retrait       |
|                |                  |                |              |              |               |               |
| Inscrits       | Inscrits         | Inscrits       | 3 074        | 100,00       | 3 067         | 100,00        |
| Abstentions    | Abstentions      | Abstentions    | 938          | 30,51        | 742           | 24,19         |
| Votants        | Votants          | Votants        | 2 136        | 69,49        | 2 325         | 75,81         |
| Blancs et nuls | Blancs et nuls   | Blancs et nuls | 80           | 3,75         | 56            | 2,41          |
| Exprimés       | Exprimés         | Exprimés       | 2 056        | 96,25        | 2 269         | 97,59         |

### 1931 -Canton d'Abbeville-Sud
- Conseiller d'arrondissement à remplacer : Paul Gaillard (PRRRS), élu depuis 1922, démissionnaire à la suite de son élection au conseil général.

|                | André Lerebours | PRRRS          | 943   | 69,90  |  |  |
|                | Fernand Dubus   | PC-SFIC        | 406   | 30,10  |  |  |
|                |                 |                |       |        |  |  |
| Inscrits       | Inscrits        | Inscrits       | 2 960 | 100,00 |  |  |
| Abstentions    | Abstentions     | Abstentions    | 1 501 | 50,71  |  |  |
| Votants        | Votants         | Votants        | 1 459 | 49,29  |  |  |
| Blancs et nuls | Blancs et nuls  | Blancs et nuls | 110   | 7,54   |  |  |
| Exprimés       | Exprimés        | Exprimés       | 1 349 | 92,46  |  |  |

### 1931 -Canton de Molliens-Vidame
- Conseiller d'arrondissement à remplacer : Léonce Démarest (AD), élu depuis 1919, décédé le 8 décembre 1930.

|                | Léandre Dupuis    | AD             | 1 281 | 67,14  |  |  |
|                | Charles Descheyer | SFIO           | 627   | 32,86  |  |  |
|                |                   |                |       |        |  |  |
| Inscrits       | Inscrits          | Inscrits       | 2 361 | 100,00 |  |  |
| Abstentions    | Abstentions       | Abstentions    | 402   | 17,03  |  |  |
| Votants        | Votants           | Votants        | 1 959 | 82,97  |  |  |
| Blancs et nuls | Blancs et nuls    | Blancs et nuls | 51    | 2,60   |  |  |
| Exprimés       | Exprimés          | Exprimés       | 1 908 | 97,40  |  |  |

### 1930 -Canton de Montdidier
- Conseiller d'arrondissement à remplacer : Léon Choisy (PRRRS), élu depuis 1913, décédé le 30 mars 1930.

| Candidats      | Candidats       | Étiquette      | Premier tour | Premier tour | Deuxième tour | Deuxième tour |
| Candidats      | Candidats       | Étiquette      | Voix         | %            | Voix          | %             |
| -------------- | --------------- | -------------- | ------------ | ------------ | ------------- | ------------- |
|                | Gaëtan Sinoquet | SFIO           | 1 113        | 48,71        | 1 337         | 60,04         |
|                | M. Barbier      | AD             | 589          | 25,78        | 890           | 39,96         |
|                | René Jullien    | PRRRS          | 575          | 25,16        | Retrait       | Retrait       |
|                |                 |                |              |              |               |               |
| Inscrits       | Inscrits        | Inscrits       | 3 173        | 100,00       | 3 076         | 100,00        |
| Abstentions    | Abstentions     | Abstentions    | 862          | 27,17        | 786           | 25,55         |
| Votants        | Votants         | Votants        | 2 311        | 72,83        | 2 290         | 74,45         |
| Blancs et nuls | Blancs et nuls  | Blancs et nuls | 26           | 1,13         | 63            | 2,75          |
| Exprimés       | Exprimés        | Exprimés       | 2 285        | 98,87        | 2 227         | 97,25         |

### 1930 -Canton de Rosières-en-Santerre
- Conseiller d'arrondissement à remplacer : Albert Chantrel (PRRRS), élu depuis 1925, démissionnaire à la suite de son élection au conseil général.

|                | Victor Modeste | PRRRS          | 914   | 50,98  |  |  |
|                | Armand Heuduin | RI             | 659   | 36,75  |  |  |
|                | André Pecqueux | PRRRS          | 220   | 12,27  |  |  |
|                |                |                |       |        |  |  |
| Inscrits       | Inscrits       | Inscrits       | 2 606 | 100,00 |  |  |
| Abstentions    | Abstentions    | Abstentions    | 733   | 28,13  |  |  |
| Votants        | Votants        | Votants        | 1 873 | 71,87  |  |  |
| Blancs et nuls | Blancs et nuls | Blancs et nuls | 80    | 4,27   |  |  |
| Exprimés       | Exprimés       | Exprimés       | 1 793 | 95,73  |  |  |

### 1930 -Canton de Crécy-en-Ponthieu
- Conseiller d'arrondissement à remplacer : Albert Padieu (AD), élu depuis 1898, décédé le 13 novembre 1929.

|                | Édouard Lhomme | PRRRS          | 974   | 54,72  |  |  |
|                | M. Boquet      |                | 806   | 45,28  |  |  |
|                |                |                |       |        |  |  |
| Inscrits       | Inscrits       | Inscrits       | 2 322 | 100,00 |  |  |
| Abstentions    | Abstentions    | Abstentions    | 355   | 15,29  |  |  |
| Votants        | Votants        | Votants        | 1 967 | 84,71  |  |  |
| Blancs et nuls | Blancs et nuls | Blancs et nuls | 187   | 9,51   |  |  |
| Exprimés       | Exprimés       | Exprimés       | 1 780 | 90,49  |  |  |

### 1928 -Canton de Domart-en-Ponthieu
- Conseiller d'arrondissement à remplacer : Léon Brouilly (PRRRS), élu depuis 1904, décédé le 13 novembre 1928.

|                | Adhélard Wimart | AD             | 2 095 | 100,00 |  |  |
|                |                 |                |       |        |  |  |
| Inscrits       | Inscrits        | Inscrits       | 3 578 | 100,00 |  |  |
| Abstentions    | Abstentions     | Abstentions    | 1 291 | 36,08  |  |  |
| Votants        | Votants         | Votants        | 2 287 | 63,92  |  |  |
| Blancs et nuls | Blancs et nuls  | Blancs et nuls | 192   | 8,40   |  |  |
| Exprimés       | Exprimés        | Exprimés       | 2 095 | 91,60  |  |  |

### 1928 -Canton de Gamaches
- Conseiller d'arrondissement à remplacer : Florimond Mauduit (RI), élu depuis 1893, démissionnaire à la suite de son élection au conseil général.

| Candidats      | Candidats       | Étiquette      | Premier tour | Premier tour | Deuxième tour | Deuxième tour |
| Candidats      | Candidats       | Étiquette      | Voix         | %            | Voix          | %             |
| -------------- | --------------- | -------------- | ------------ | ------------ | ------------- | ------------- |
|                | Maurice Delabie | PRRRS          | 1 147        | 46,83        | 1 543         | 56,90         |
|                | M. de Monclin   | Cons.          | 759          | 30,99        | 1 169         | 43,10         |
|                | M. Pollet       |                | 343          | 14,01        | Retrait       | Retrait       |
|                | M. Grandsire    |                | 200          | 8,17         | Retrait       | Retrait       |
|                |                 |                |              |              |               |               |
| Inscrits       | Inscrits        | Inscrits       | 3 258        | 100,00       | 3 258         | 100,00        |
| Abstentions    | Abstentions     | Abstentions    | 780          | 23,94        | 499           | 15,32         |
| Votants        | Votants         | Votants        | 2 478        | 76,06        | 2 759         | 84,68         |
| Blancs et nuls | Blancs et nuls  | Blancs et nuls | 29           | 1,17         | 47            | 1,70          |
| Exprimés       | Exprimés        | Exprimés       | 2 449        | 98,83        | 2 712         | 98,30         |

### 1928 -Canton de Villers-Bocage
- Conseiller d'arrondissement à remplacer : Georges Sanier (AD), élu depuis 1919, démissionnaire à la suite de son élection au conseil général.

|                | Marcel Ducros  | AD             | 1 315 | 100,00 |  |  |
|                |                |                |       |        |  |  |
| Inscrits       | Inscrits       | Inscrits       | 2 141 | 100,00 |  |  |
| Abstentions    | Abstentions    | Abstentions    | 568   | 26,53  |  |  |
| Votants        | Votants        | Votants        | 1 573 | 73,47  |  |  |
| Blancs et nuls | Blancs et nuls | Blancs et nuls | 258   | 16,40  |  |  |
| Exprimés       | Exprimés       | Exprimés       | 1 315 | 83,60  |  |  |

### 1928 -Canton de Roisel
- Conseiller d'arrondissement à remplacer : Gaston Boucourt (PRRRS), élu depuis 1925, démissionnaire à la suite de son élection au conseil général.

|                | Maurice Hocquet | FR             | 979   | 52,75  |  |  |
|                | M. Michel       | PRRRS          | 877   | 47,25  |  |  |
|                |                 |                |       |        |  |  |
| Inscrits       | Inscrits        | Inscrits       | 3 089 | 100,00 |  |  |
| Abstentions    | Abstentions     | Abstentions    | 1 091 | 35,32  |  |  |
| Votants        | Votants         | Votants        | 1 998 | 64,68  |  |  |
| Blancs et nuls | Blancs et nuls  | Blancs et nuls | 142   | 7,11   |  |  |
| Exprimés       | Exprimés        | Exprimés       | 1 856 | 92,89  |  |  |

### 1927 -Canton de Montdidier
- Conseiller d'arrondissement à remplacer : Théodule Richard (PRRRS), élu depuis 1914, démissionnaire pour raisons de santé.

| Candidats      | Candidats       | Étiquette      | Premier tour | Premier tour | Deuxième tour | Deuxième tour |
| Candidats      | Candidats       | Étiquette      | Voix         | %            | Voix          | %             |
| -------------- | --------------- | -------------- | ------------ | ------------ | ------------- | ------------- |
|                | Louis Lematte   | PRRRS          | 1 018        | 43,96        | 1 557         | 75,73         |
|                | M. Lesobre      | AD             | 551          | 23,79        | Retrait       | Retrait       |
|                | Étienne Gaspard | SFIO           | 511          | 22,06        | 499           | 24,27         |
|                | Georges Borgey  |                | 236          | 10,19        |               |               |
|                |                 |                |              |              |               |               |
| Inscrits       | Inscrits        | Inscrits       | 3 076        | 100,00       | 3 067         | 100,00        |
| Abstentions    | Abstentions     | Abstentions    | 717          | 23,31        | 867           | 28,27         |
| Votants        | Votants         | Votants        | 2 359        | 76,69        | 2 200         | 71,73         |
| Blancs et nuls | Blancs et nuls  | Blancs et nuls | 43           | 1,82         | 144           | 6,55          |
| Exprimés       | Exprimés        | Exprimés       | 2 316        | 98,18        | 2 056         | 93,45         |

*sortant

### 1927 -Canton d'Ailly-sur-Noye
- Conseiller d'arrondissement à remplacer : Wilfrid Georget (PRRRS), élu depuis 1919, décédé le 24 janvier 1927.

| Candidats      | Candidats        | Étiquette      | Premier tour | Premier tour | Deuxième tour | Deuxième tour |
| Candidats      | Candidats        | Étiquette      | Voix         | %            | Voix          | %             |
| -------------- | ---------------- | -------------- | ------------ | ------------ | ------------- | ------------- |
|                | Arthémie Rouen   | RI             | 708          | 46,21        | 887           | 55,61         |
|                | Léonce Ponthieu  | AD             | 337          | 22,00        | 708           | 44,39         |
|                | Georges Lecornet | SFIO           | 252          | 16,45        | Retrait       | Retrait       |
|                | Eugène Sagnier   |                | 235          | 15,34        |               |               |
|                |                  |                |              |              |               |               |
| Inscrits       | Inscrits         | Inscrits       | 1 832        | 100,00       | 1 978         | 100,00        |
| Abstentions    | Abstentions      | Abstentions    | 263          | 14,36        | 319           |               |
| Votants        | Votants          | Votants        | 1 569        | 85,64        | 1 659         | 16,13         |
| Blancs et nuls | Blancs et nuls   | Blancs et nuls | 37           | 2,35         | 64            | 3,86          |
| Exprimés       | Exprimés         | Exprimés       | 1 532        | 97,65        | 1 595         | 96,14         |

*sortant

### 1926 -Canton de Rue
- Conseiller d'arrondissement à remplacer : Gaston Huré (PRRRS), élu depuis 1925, décédé le 25 mars 1926.

|                | Eugène Dheilly  | AD             | 1 272 | 55,72  |  |  |
|                | Gaston Landrieu |                | 969   | 42,44  |  |  |
|                | Charles Matifas |                | 42    | 1,84   |  |  |
|                |                 |                |       |        |  |  |
| Inscrits       | Inscrits        | Inscrits       | 3 499 | 100,00 |  |  |
| Abstentions    | Abstentions     | Abstentions    | 1 026 | 29,32  |  |  |
| Votants        | Votants         | Votants        | 2 473 | 70,68  |  |  |
| Blancs et nuls | Blancs et nuls  | Blancs et nuls | 190   | 7,68   |  |  |
| Exprimés       | Exprimés        | Exprimés       | 2 283 | 92,32  |  |  |

### 1925 -Canton d'Amiens-Sud-Est
- Conseiller d'arrondissement à remplacer : Adrien Dupuis (SFIO), élu depuis 1924, démissionnaire à la suite de son élection au conseil général.

| Candidats      | Candidats           | Étiquette      | Premier tour | Premier tour | Second tour | Second tour |
| Candidats      | Candidats           | Étiquette      | Voix         | %            | Voix        | %           |
| -------------- | ------------------- | -------------- | ------------ | ------------ | ----------- | ----------- |
|                | Rodolphe Tonnellier | SFIO           | 1 948        | 52,75        | 2 270       | 53,92       |
|                | André Quévreux      | RI             | 1 745        | 47,25        | 1 940       | 46,08       |
|                |                     |                |              |              |             |             |
| Inscrits       | Inscrits            | Inscrits       | 9 571        | 100,00       | 9 573       | 100,00      |
| Abstentions    | Abstentions         | Abstentions    | 5 754        | 60,12        | 5 302       | 55,38       |
| Votants        | Votants             | Votants        | 3 817        | 39,88        | 4 271       | 44,62       |
| Blancs et nuls | Blancs et nuls      | Blancs et nuls | 124          | 3,25         | 61          | 1,43        |
| Exprimés       | Exprimés            | Exprimés       | 3 693        | 96,75        | 4 210       | 98,57       |

*sortant

### 1925 -Canton de Rue
- Conseiller d'arrondissement à remplacer : Ernest Dumont (FR), élu depuis 1923, démissionnaire à la suite de son élection au conseil général.

|                | Gaston Huré    | PRRRS          | 1 902 | 100,00 |  |  |
|                |                |                |       |        |  |  |
| Inscrits       | Inscrits       | Inscrits       | 3 464 | 100,00 |  |  |
| Abstentions    | Abstentions    | Abstentions    | 1 494 | 43,13  |  |  |
| Votants        | Votants        | Votants        | 1 970 | 56,87  |  |  |
| Blancs et nuls | Blancs et nuls | Blancs et nuls | 68    | 3,45   |  |  |
| Exprimés       | Exprimés       | Exprimés       | 1 902 | 96,55  |  |  |

### 1925 -Canton de Corbie
- Conseiller d'arrondissement à remplacer : Jean Masse (PRDS), élu depuis 1919, démissionnaire à la suite de son élection au conseil général.

|                | Jules Vendeville | PRRRS          | 1 920 | 71,96  |  |  |
|                | M. Guilbert      |                | 748   | 28,04  |  |  |
|                |                  |                |       |        |  |  |
| Inscrits       | Inscrits         | Inscrits       | 5 287 | 100,00 |  |  |
| Abstentions    | Abstentions      | Abstentions    | 2 435 | 46,06  |  |  |
| Votants        | Votants          | Votants        | 2 852 | 53,94  |  |  |
| Blancs et nuls | Blancs et nuls   | Blancs et nuls | 184   | 6,45   |  |  |
| Exprimés       | Exprimés         | Exprimés       | 2 668 | 93,55  |  |  |

### 1924 -Canton de Moreuil
- Conseiller d'arrondissement à remplacer : Paul Mortier (PRRRS), élu depuis 1901, décédé en juillet 1924.

|                | Arthur Desachy | PRDS           | 1 373 | 100,00 |  |  |
|                |                |                |       |        |  |  |
| Inscrits       | Inscrits       | Inscrits       | 2 940 | 100,00 |  |  |
| Abstentions    | Abstentions    | Abstentions    | 1 472 | 50,07  |  |  |
| Votants        | Votants        | Votants        | 1 468 | 49,93  |  |  |
| Blancs et nuls | Blancs et nuls | Blancs et nuls | 95    | 6,47   |  |  |
| Exprimés       | Exprimés       | Exprimés       | 1 373 | 93,53  |  |  |

### 1924 -Canton de Ham
- Conseiller d'arrondissement à remplacer : Charles Delorme (PRDS), élu depuis 1913, décédé le 29 mai 1924.

|                | Roger Tattegrain | PRDS           | 1 736 | 100,00 |  |  |
|                |                  |                |       |        |  |  |
| Inscrits       | Inscrits         | Inscrits       | 2 917 | 100,00 |  |  |
| Abstentions    | Abstentions      | Abstentions    | 1 005 | 34,45  |  |  |
| Votants        | Votants          | Votants        | 1 912 | 65,55  |  |  |
| Blancs et nuls | Blancs et nuls   | Blancs et nuls | 176   | 9,21   |  |  |
| Exprimés       | Exprimés         | Exprimés       | 1 736 | 90,79  |  |  |

### 1924 -Canton d'Amiens-Sud-Est
- Conseiller d'arrondissement à remplacer : Lucien David (PRRRS), élu depuis 1919, décédé le 16 mars 1924.

|                | Adrien Dupuis     | SFIO           | 2 802 | 50,41  |  |  |
|                | Alexandre Delarue | PRRRS          | 2 202 | 39,62  |  |  |
|                | P. Favereau       | PRDS           | 322   | 5,79   |  |  |
|                | Félix Abraham     |                | 232   | 4,17   |  |  |
|                |                   |                |       |        |  |  |
| Inscrits       | Inscrits          | Inscrits       | 9 866 | 100,00 |  |  |
| Abstentions    | Abstentions       | Abstentions    | 4 148 | 42,04  |  |  |
| Votants        | Votants           | Votants        | 5 718 | 57,96  |  |  |
| Blancs et nuls | Blancs et nuls    | Blancs et nuls | 160   | 2,80   |  |  |
| Exprimés       | Exprimés          | Exprimés       | 5 558 | 97,20  |  |  |

### 1923 -Canton de Rue
- Conseiller d'arrondissement à remplacer : Pierre Tingry (PRDS), élu depuis 1890, décédé le 21 octobre 1923.

| Candidats      | Candidats      | Étiquette      | Premier tour | Premier tour | Second tour | Second tour |
| Candidats      | Candidats      | Étiquette      | Voix         | %            | Voix        | %           |
| -------------- | -------------- | -------------- | ------------ | ------------ | ----------- | ----------- |
|                | Ernest Dumont  | FR             | 930          | 36,12        | 1 308       | 53,54       |
|                | Narcisse Morel | PRRRS          | 848          | 32,68        | 1 185       | 46,46       |
|                | M. Lenel       | PRDS           | 797          | 30,95        | Retrait     | Retrait     |
|                |                |                |              |              |             |             |
| Inscrits       | Inscrits       | Inscrits       | 3 387        | 100,00       | 3 387       | 100,00      |
| Abstentions    | Abstentions    | Abstentions    |              |              | 911         | 26,90       |
| Votants        | Votants        | Votants        |              |              | 2 476       | 73,10       |
| Blancs et nuls | Blancs et nuls | Blancs et nuls |              |              | 33          | 1,33        |
| Exprimés       | Exprimés       | Exprimés       | 2 575        |              | 2 443       | 98,67       |

*sortant

### 1923 -Canton d'Acheux-en-Amiénois
- Conseiller d'arrondissement à remplacer : Maxime Petit (FR), élu depuis 1921, décédé le 31 mai 1923.

| Candidats      | Candidats        | Étiquette        | Premier tour | Premier tour | Second tour | Second tour |
| Candidats      | Candidats        | Étiquette        | Voix         | %            | Voix        | %           |
| -------------- | ---------------- | ---------------- | ------------ | ------------ | ----------- | ----------- |
|                | Charles Corbier  | PRRRS            | 982          | 47,03        | 1 190       | 54,49       |
|                | Maurice Leblond  | PRDS             | 923          | 44,20        | 994         | 45,51       |
|                | M. de Favernay   | FR               | 120          | 5,75         |             |             |
|                | Candidats divers | Candidats divers | 63           | 3,02         |             |             |
|                |                  |                  |              |              |             |             |
| Inscrits       | Inscrits         | Inscrits         | 2 807        | 100,00       | 2 519       | 100,00      |
| Abstentions    | Abstentions      | Abstentions      | 633          | 22,55        | 283         | 11,23       |
| Votants        | Votants          | Votants          | 2 174        | 77,45        | 2 236       | 88,77       |
| Blancs et nuls | Blancs et nuls   | Blancs et nuls   | 86           | 3,96         | 52          | 2,33        |
| Exprimés       | Exprimés         | Exprimés         | 2 088        | 96,04        | 2 184       | 97,67       |

### 1923 -Canton de Boves
- Conseiller d'arrondissement à remplacer : Léon Legrand (PRDS), élu depuis 1919, démissionnaire à la suite de son élection au conseil général.

| Candidats | Candidats           | Étiquette | Premier tour | Premier tour | Second tour | Second tour |
| Candidats | Candidats           | Étiquette | Voix         | %            | Voix        | %           |
| --------- | ------------------- | --------- | ------------ | ------------ | ----------- | ----------- |
|           | Charles Pollet      | PRDS      | 621          | 28,10        | Retrait     | Retrait     |
|           | Louis Voiturier     | PRRRS     | 566          | 25,61        | 1 105       | 51,83       |
|           | Pierre de la Chaise | SI        | 521          | 23,57        | 1 027       | 48,17       |
|           | M. Marty            | SFIO      | 502          | 22,72        | Retrait     | Retrait     |
|           |                     |           |              |              |             |             |
| Exprimés  | Exprimés            | Exprimés  | 2 210        |              | 2 132       |             |

### 1922 -Canton d'Abbeville-Nord
- Conseiller d'arrondissement à remplacer : Auguste Leroy (PRRRS), élu depuis 1911, décédé le 6 novembre 1922.

|                | Eugène Leroy   | PRRRS          | 1 564 | 100,00 |  |  |
|                |                |                |       |        |  |  |
| Inscrits       | Inscrits       | Inscrits       | 3 007 | 100,00 |  |  |
| Abstentions    | Abstentions    | Abstentions    | 1 327 | 44,13  |  |  |
| Votants        | Votants        | Votants        | 1 680 | 55,87  |  |  |
| Blancs et nuls | Blancs et nuls | Blancs et nuls | 116   | 6,90   |  |  |
| Exprimés       | Exprimés       | Exprimés       | 1 564 | 93,10  |  |  |

### 1922 -Canton de Bernaville
- Conseiller d'arrondissement à remplacer : Lucien Rocque (PRRRS), élu depuis 1913, démissionnaire à la suite de son élection au conseil général.

| Candidats      | Candidats        | Étiquette      | Premier tour | Premier tour | Second tour | Second tour |
| Candidats      | Candidats        | Étiquette      | Voix         | %            | Voix        | %           |
| -------------- | ---------------- | -------------- | ------------ | ------------ | ----------- | ----------- |
|                | Gustave Macron   | PRDS           | 677          | 40,32        | 769         | 44,71       |
|                | Fernand Allart   | PRDS           | 522          | 31,09        | 951         | 55,29       |
|                | Aristide Bouffel | PRRRS          | 480          | 28,59        | Retrait     | Retrait     |
|                |                  |                |              |              |             |             |
| Inscrits       | Inscrits         | Inscrits       | 2 059        | 100,00       | 2 066       | 100,00      |
| Abstentions    | Abstentions      | Abstentions    | 324          | 15,74        | 315         | 15,25       |
| Votants        | Votants          | Votants        | 1 735        | 84,26        | 1 751       | 84,75       |
| Blancs et nuls | Blancs et nuls   | Blancs et nuls | 56           | 3,23         | 31          | 1,77        |
| Exprimés       | Exprimés         | Exprimés       | 1 679        | 96,77        | 1 720       | 98,23       |

### 1921 -Canton d'Acheux-en-Amiénois
- Conseiller d'arrondissement à remplacer : Alexandre Carpentier-Accart (PRDS), élu depuis 1919, décédé en juillet 1921.

| Candidats      | Candidats         | Étiquette      | Premier tour | Premier tour | Second tour | Second tour |
| Candidats      | Candidats         | Étiquette      | Voix         | %            | Voix        | %           |
| -------------- | ----------------- | -------------- | ------------ | ------------ | ----------- | ----------- |
|                | Maxime Petit      | FR             | 721          | 37,15        | 803         | 39,56       |
|                | Auguste Thuillier | PRDS           | 545          | 28,08        | 720         | 35,47       |
|                | Homère Pombourg   | RI             | 411          | 21,17        | 507         | 24,97       |
|                | Émile Macron      | PRRRS          | 264          | 13,60        | Retrait     | Retrait     |
|                |                   |                |              |              |             |             |
| Inscrits       | Inscrits          | Inscrits       | 2 499        | 100,00       | 2 499       | 100,00      |
| Abstentions    | Abstentions       | Abstentions    | 448          | 17,93        | 437         | 17,49       |
| Votants        | Votants           | Votants        | 2 051        | 82,07        | 2 062       | 82,51       |
| Blancs et nuls | Blancs et nuls    | Blancs et nuls | 110          | 5,36         | 32          | 1,55        |
| Exprimés       | Exprimés          | Exprimés       | 1 941        | 94,64        | 2 030       | 98,45       |